# Morong

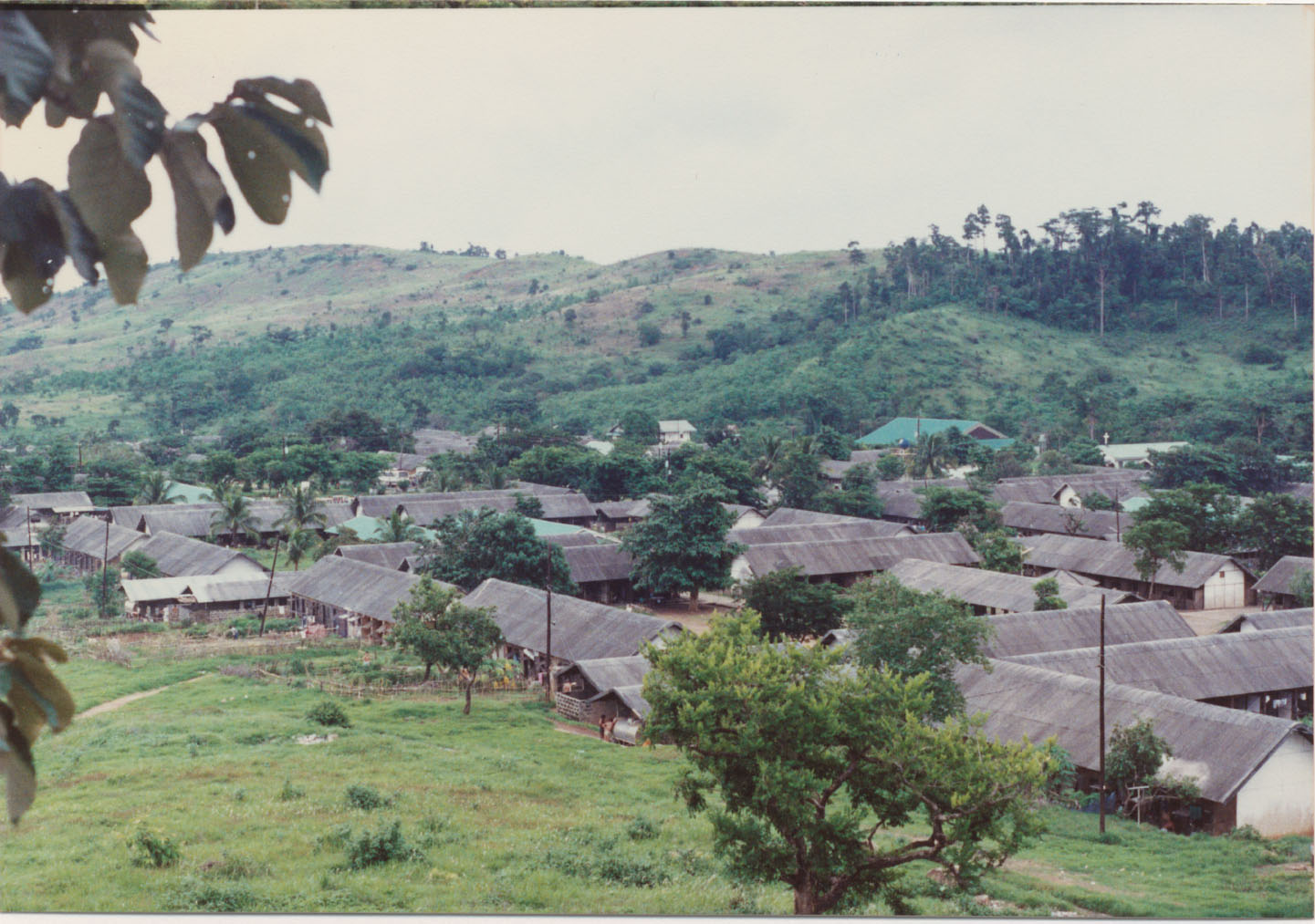
Centro de Processamento de Refugiados das Filipinas

Morong é um município de  terceira classe de renda municipal (d) na província Bataan, nas Filipinas. De acordo com o censo de 1 de maio  de  2020 possui uma população de 35 394 pessoas e 8 278 domicílios.

## Bairros
Morong é dividida em 5 bairros:
- Binaritan
- Mabayo (Sebayo)
- Poblacion
- Nagbalayong
- Sabang